# Et exspecto resurrectionem mortuorum
Et exspecto resurrectionem mortuorum (in latino E aspetto la resurrezione dei morti) è una composizione per orchestra di fiati e percussioni di Olivier Messiaen in cinque movimenti. La stesura risale al 1964 e fece seguito ad una commissione di André Malraux, all'epoca ministro della cultura francese, per la commemorazione delle vittime delle due guerre mondiali. 

## Genesi dell'opera
Messiaen venne contattato nell'ottobre 1963 da André Malraux, all'epoca ministro della cultura francese del governo De Gaulle. Lo scopo era commissionare al compositore un'opera per commemorare le vittime delle due guerre mondiali. Il progetto dell'opera cambiò numerose volte: originalmente pensata per coro e grande orchestra, venne infine destinata ad una orchestra di fiati con percussioni. La composizione iniziò agli inizio di giugno 1964, mentre l'autore era in ferie dai suoi impegni accademici presso il lago di Pétichet, nel dipartimento delle Alte Alpi. L'orchestrazione venne completata all'inizio di gennaio del 1965.
L'opera venne pensata per essere eseguita in ampi spazi come chiese, ma era desiderio dell'autore anche un'esecuzione all'aria aperta in alta montagna La Grave, di fronte al massiccio della Meije, dove spesso soggiornava. Particolarmente apprezzata da Messiaen fu anche l'esecuzione che ne diede Bruno Maderna all'aperto di fronte all'Apadana di Persepoli.

## Prima esecuzione
Desideroso di conformarsi al pensiero religioso dell'autore, Malreaux volle che la prima esecuzione avvenisse in forma semi-privata il 7 maggio 1965 nel quadro dei concerti del Domaine Musical alla Sainte-Chapelle, sotto la direzione di Serge Baudo. La prima esecuzione pubblica avvenne nella cattedrale di Chartres, con il presidente de Gaulle tra il pubblico, ed il 12 gennaio 1966 al Teatro dell'Odéon di Parigi, diretta da Pierre Boulez.

## Ricezione dell'opera
Sebbene all'epoca Messiaen fosse già un maturo professore di conservatorio, la commissione di Malreaux fu interpretata dai critici come il gesto simbolico di un ministro desideroso di onorare una figura ancora compresa dell'avanguardia musicale.

## Strumentazione
L'organico prevede cinque flauti traversi (di cui due ottavini) quattro oboi (di cui un corno inglese), cinque clarinetti (di cui un clarinetto piccolo e un clarinetto basso), quattro fagotti (di cui un controfagotto), sei corni, quattro trombe (di cui una in re), quattro tromboni (di cui un trombone basso), un flicorno basso e un flicorno contrabbasso. Sono necessari sei percussionisti che suonano tre set di campane, uno di campane tubolari, sei gong e tre tam-tam.

## Discografia
- Orchestre de Paris, direttore Serge Baudo, EMI
- Orchestra del Domaine musical, Groupe instrumental à percussion de Strasbourg, direttore Pierre Boulez. Erato
- Orchestra di Cleveland, direttore Pierre Boulez. Deutsche Grammophon
- Orchestra reale del Concertgebouw, direttore Bernard Haitink. Philips Records
- Netherlands Wind Ensemble, direttore Reinbert de Leeuw. Chandos Records
- Orchestra Sinfonica di Vienna, direttore Bruno Maderna. Telefunken
- Orchestra sinfonica di Bamberga, direttore Ingo Metzmacher. EMI
- Berlin Radio Symphony Orchestra, direttore Karl Anton Rickenbacher. Koch Swann